# Voetbalkampioenschap van Ravensberg-Lippe 1906/07
In 1906/07 werd het eerste voetbalkampioenschap van Ravensberg-Lippe gespeeld, dat georganiseerd werd door de West-Duitse voetbalbond. 
Teutonia Osnabrück werd kampioen maar omdat de competitie pas in december 1906 opgericht werd kon de kampioen niet meer deelnemen aan de eindronde. 

## 1. Klasse
| Plaats | Club                      | Wed. | W | G | V | Saldo | Ptn. |
| ------ | ------------------------- | ---- | - | - | - | ----- | ---- |
| 1.     | FC Teutonia Osnabrück     | 6    | 5 | 1 | 0 | 17:6  | 11:1 |
| 2.     | FC Olympia 1903 Osnabrück | 6    | 3 | 0 | 3 | 13:12 | 6:6  |
| 3.     | 1. FC Arminia Bielefeld   | 6    | 3 | 0 | 3 | 7:7   | 6:6  |
| 4.     | FC 1899 Osnabrück         | 6    | 0 | 1 | 5 | 4:16  | 1:11 |

|  | Kampioen |

## 2. Klasse
| Plaats | Club                         | Wed. | W | G | V | Saldo | Ptn.  |
| ------ | ---------------------------- | ---- | - | - | - | ----- | ----- |
| 1.     | FC Teutonia Osnabrück II     | 4    | 4 | 0 | 0 | 10:03 | 08:00 |
| 2.     | Bielefelder SC Ravensberg    | 4    |   |   |   | 07:04 | 06:02 |
| 3.     | FC Westfalia Minden          | 4    |   |   |   | 02:04 | 04:04 |
| 4.     | FC 1899 Osnabrück II         | 4    |   |   |   | 10:13 | 04:04 |
| 5.     | SC Cheruskia Bielefeld       | 4    |   |   |   | 06:07 | 02:06 |
| 6.     | FC Olympia 1903 Osnabrück II | 4    | 0 | 0 | 4 | 04:18 | 00:08 |

|  | Finale titel |

Finale
|  |                           |       |                          |  |
|  | Bielefelder SC Ravensberg | 0 - 4 | FC Teutonia Osnabrück II |  |
|  |                           |       |                          |  |